# Regionalwahl in Sizilien 1959
Die Regionalwahl in Sizilien 1959 fand am 7. Juni statt.

## Wahlergebnis
| Listen            | Listen                                  | Stimmen   | %    | Mandate |
| ----------------- | --------------------------------------- | --------- | ---- | ------- |
|                   | Democrazia Cristiana                    | 937.734   | 38,6 | 34      |
|                   | Partito Comunista Italiano              | 518.611   | 21,3 | 21      |
|                   | Unione Siciliana Cristiano Sociale      | 257.023   | 10,6 | 9       |
|                   | Partito Socialista Italiano             | 237.708   | 9,8  | 11      |
|                   | Movimento Sociale Italiano              | 183.788   | 7,6  | 9       |
|                   | Partito Democratico Italiano            | 115.296   | 4,7  | 3       |
|                   | Partito Liberale Italiano               | 90.890    | 3,7  | 2       |
|                   | Partito Socialista Democratico Italiano | 52.583    | 2,2  | 1       |
|                   | PCI – Repubblicani                      | 14.537    | 0,6  | –       |
|                   | PSDI – PRI                              | 9.407     | 0,4  | –       |
|                   | Partito Repubblicano Italiano           | 7.536     | 0,3  | –       |
|                   | Movimento Indipendentista Siciliano     | 2.254     | 0,1  | –       |
|                   | Sonstige                                | 1.853     | 0,1  | –       |
| Gesamt            | Gesamt                                  | 2.429.220 | 100  | 90      |
|                   |                                         |           |      |         |
| Ungültige Stimmen | Ungültige Stimmen                       | 57.728    | 2,3  |         |
| Wähler            | Wähler                                  | 2.486.948 | 85,7 |         |
| Wahlberechtigte   | Wahlberechtigte                         | 2.902.397 |      |         |